# 營盤街

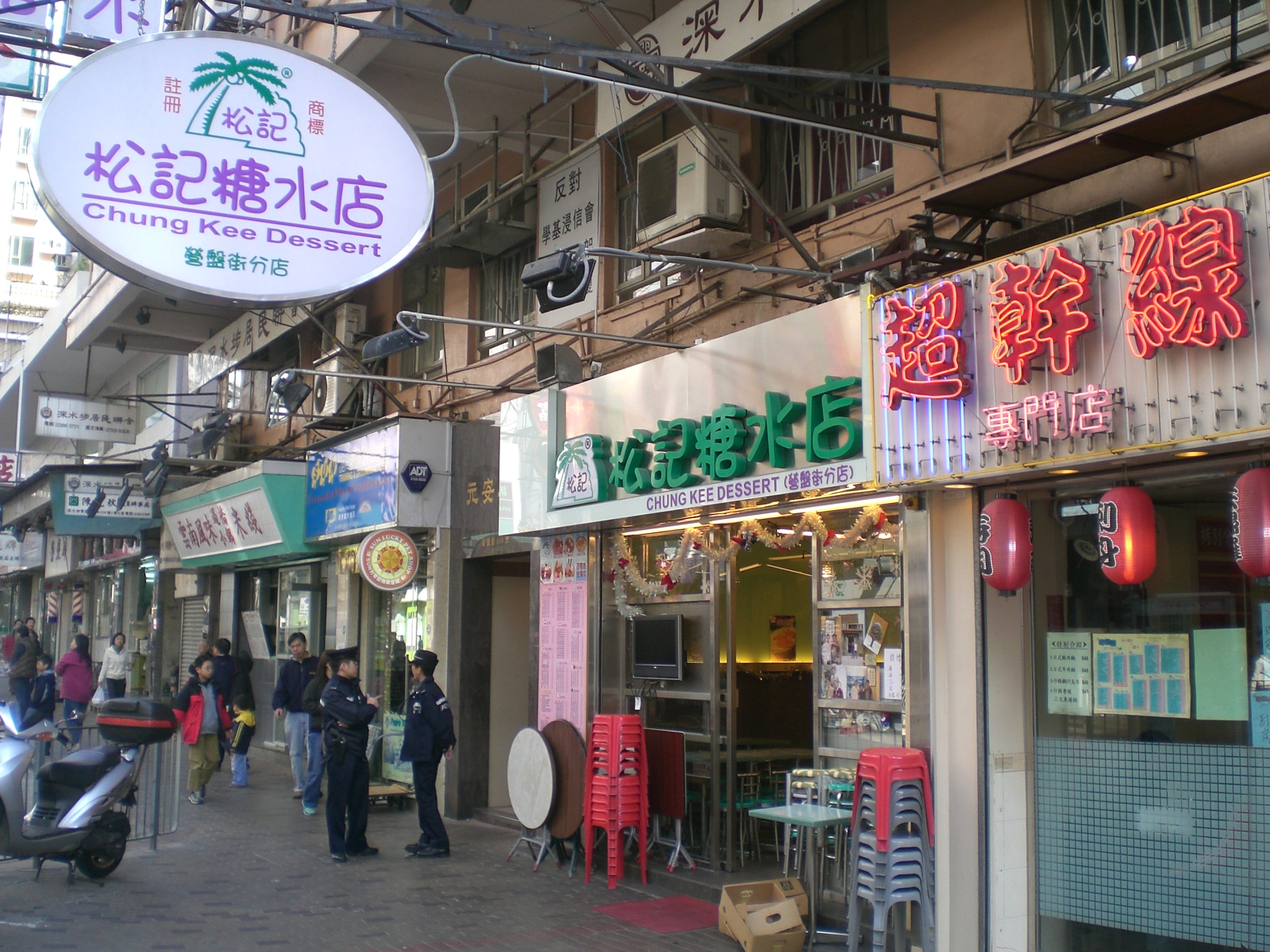
營盤街糖水商店

營盤街（英語：Camp Street）是香港九龍深水埗區一條街道，道路北面連接保安道，而南面連接福華街、九龍工業學校，並設有行人通道往長沙灣道，並與東京街、東沙島街及九江街大致平行。
另外，營盤街設有新界專綫小巴411線的循環點，即是深水埗（元州街）總站。

## 附近設施
巴士站在營盤街旁側，即是威利商業大廈外側、天悅廣場對面。

## 鄰近主要街道
- 保安道
- 順寧道
- 青山道
- 元州街
- 欽州街
- 九江街